# Agrotis brachypecten
Agrotis brachypecten är en fjärilsart som beskrevs av George Francis Hampson 1899. Agrotis brachypecten ingår i släktet Agrotis och familjen nattflyn. Inga underarter finns listade i Catalogue of Life.

## Bildgalleri

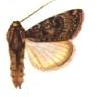